# 이바라시
이바라시(일본어: 井原市 이바라시[*])는 일본 오카야마현 남서부의 히로시마현과의 현 경계에 있는 시이다.
주고쿠 지방의 자장가 발상지로 유명하다.

## 지리
1급 하천 다카하시강의 지류인 오다강이 히로시마현 진세키군 진세키코겐정에서 발원해 북쪽에서 남쪽으로 흘러 중심부에서 동쪽, 즉 야카케정 방향으로 흐름을 바꾼다. 북쪽과 남쪽에는 산·구릉 사이에 끼어 있는 분지를 형성하고 있다. 또 요시, 비세이 지구를 포함하는 시내 북부는 해발 400~500m의 석회암질 카르스트 대지 위에 취락이 퍼져 있다.

## 인접하는 자치체
- 오카야마현
  - 가사오카시
  - 소자시
  - 다카하시시
  - 오다군 야카게정

- 히로시마현
  - 후쿠야마시
  - 진세키군 진세키코겐정

## 역사
- 1619년 - 도쿠가와 이에야스의 사촌형제 미즈노 가쓰나리가 시코쿠 지방 진위에 명해져 빈고국 동남부·빗추국 서남부의 10만 석을 분봉받고 이바라시 서부는 후쿠야마번령, 동부는 이치하시령·하타모토령이 되었다.
- 1698년 - 미즈노씨 5대 번주 미즈노 가쓰미네의 사망 후 상속인이 없어 후쿠야마번령 가운데 현재의 이바라시 대부분은 천령(막부 직할령)이나 하타모토령이 되었다.
- 1871년 - 메이지 유신 이후 폐번치현으로 후쿠야마현에 편입되고 이후 개칭하여 후카쓰현이 되었다.
- 1872년 - 후카쓰현과 구라시키현이 통합해 오다현이 되었다.
- 1875년 - 오다현 가운데 구 빈고 5군을 제외한 지역은 오카야마현에 편입되었다.
- 1953년 3월 30일 - 시쓰키군 이바라정·니시에바라정·다카야정·에바라촌·기노코촌·아가타누시촌·아오노촌·야마노우에촌, 오다군 이나쿠라촌·오에촌 등 3정 7촌이 합병해 시로 승격하였다.
- 2005년 3월 1일 - 시쓰키군 요시이정, 오다군 비세이정을 편입하였다.

## 교통

### 철도
- 이바라 철도(일본어판) 이바라선(일본어판)

### 도로
- 국도 제313호선 (일본)(일본어판)
- 국도 제486호선 (일본)(일본어판)

## 인구
| 연도 | 인구   | ±%     |
| ---- | ------ | ------ |
| 1920 | 51,283 | —      |
| 1930 | 52,461 | +2.3%  |
| 1940 | 51,797 | −1.3%  |
| 1950 | 63,290 | +22.2% |
| 1960 | 60,899 | −3.8%  |
| 1970 | 54,350 | −10.8% |
| 1980 | 51,669 | −4.9%  |
| 1990 | 49,255 | −4.7%  |
| 2000 | 46,489 | −5.6%  |
| 2010 | 43,936 | −5.5%  |